# Sinupret
Sinupret ist der Markenname eines pflanzlichen Kombinationspräparats für die symptomatischen Behandlung von Entzündungen der Nasennebenhöhlen. Es wird vom deutschen Unternehmen Bionorica SE in Neumarkt in der Oberpfalz hergestellt und  ist in verschiedenen Darreichungsformen wie Dragees, Saft und Tropfen verfügbar.
Das Produkt ist nach Angaben des Unternehmens das meistverkaufte Phytotherapeutikum in Deutschland (Stand 2009).

## Inhaltsstoffe
Sinupret enthält als arzneilich wirksame Bestandteile Eisenkraut, Enzianwurzel, Holunderblüten, Sauerampferkraut und Schlüsselblumenblüten in gepulverter Form oder als Extrakt. In Sinupret-Tropfen und -Saft ist Ethanol enthalten. Die überzogenen Tabletten enthalten übliche Tablettierhilfsstoffe wie etwa Stärken bzw. Cellulosen, Lactose und Saccharose. Die Grünfärbung des Überzugs entsteht durch Zusatz von Chlorophyllpulver (E141), Indigocarmin-Aluminiumsalz (E132) und Riboflavin (E101).

## Entwicklung, Vermarktung und Zulassung
Sinupret wurde im Jahre 1933 vom Firmengründer Josef Popp in Nürnberg entwickelt.
Im Jahre 1997 erfolgte die Nachzulassung (Tropfen, Liquitabs) bzw. Neuzulassung (überzogene Tabletten, Saft) nach dem deutschen Arzneimittelgesetz zur Anwendung bei Entzündungen der Nasennebenhöhlen. Die Zulassung wird vom Arzneiverordnungs-Report kritisiert: So fehle eine pharmakologische Zuordnung der fünf Wirkstoffe, die antiviral, antiinflammatorisch und sekretolytisch wirken sollen. Das Medikament habe demnach 1997 die Nachzulassung erhalten, ohne dass die eingereichten Daten einer streng wissenschaftlichen Überprüfung standhalten konnten.
In etlichen anderen europäischen Ländern ist Sinupret ebenfalls zugelassen, wie beispielsweise in Dänemark (2003), Österreich (1984), Schweden (2001), der Schweiz, Tschechien (1997) und Ungarn (1997). In den USA wird Sinupret nicht als Medikament, sondern als Nahrungsergänzungsmittel („Dietary Supplement“) vermarktet.
Im Jahr 1998 wurde das Präparat in Deutschland 3,8 Millionen Mal verschrieben. Im Jahre 2009 betrug der Umsatz in Deutschland 52 Mio. Euro, Sinupret war in Deutschland das meistverkaufte pflanzliche Präparat und das meistverkaufte rezeptfreie Erkältungsmittel.
2012 wurde die Produktpalette über eine Neuzulassung um Sinupret extract erweitert, das anders als die älteren Präparate einen neuen, konzentrierten Pflanzenextrakt enthält. Dispergierbare Tabletten (Liquitabs) wurden 2013 aus dem Sortiment genommen.
Nach jahrelangen Rechtsstreitigkeiten mit Bionorica brachte Hexal AG im Oktober 2016 ein zu Sinupret forte wirkstoffgleiches Präparat auf den Markt, das als traditionelles pflanzliches Arzneimittel zugelassen war. Nachdem es sich am Markt nicht durchsetzte, ist es aus dem Vertrieb genommen.

## Wirksamkeit
Wissenschaftlich gesicherte Erkenntnisse für eine entzündungshemmende, antibakterielle oder antivirale Wirkung von Sinupret liegen nicht vor. Lediglich zur symptomatischen Behandlung von Entzündungen der Nasennebenhöhlen liegen solche Erkenntnisse vor. Sie wurden 2012 vom Arznei-Telegramm kritisiert:  So sei laut einer doppelblinden, randomisierten, placebokontrollierten klinischen Studie an 386 Patienten zur symptomatischen Wirkung von Sinupret extract das Hauptzielkriterium (ein Symptomwert, der nasale Sekretion, retronasale Sekretion, Verstopfung der Nase, Kopfschmerz und Gesichtsdruck berücksichtigt) nach Behandlung mit dem wirkstoffhaltigen Medikament (Verum) zwar signifikant verbessert gegenüber der Behandlung mit einer wirkstofffreien Formulierung (Placebo), jedoch sei der Unterschied zum Placebo sehr gering. Nach 14 Tagen liege der genutzte Symptomscore MSS unter dem Extrakt nur etwa einen von 15 Punkten niedriger als unter dem Placebo. Bewerten statt der Prüfärzte die Patienten den MSS, so sei auch nach mehreren Tagen der Einnahme kein Unterschied zum Placebo zu erkennen. Der Nutzen für die Patienten wird daher angezweifelt.
Gemäß der (bis 2022 gültigen, nun in Überarbeitung befindlichen) S2k-Leitlinine „Rhinosinusitis“ der AWMF kann die Behandlung der akuten Rhinosinusitis mit Sinupret empfohlen werden. Die Prüfer von Stiftung Warentest beurteilten 2021 die Wirksamkeit nicht für jeden Bestandteil als nachgewiesen und stuften Sinupret als wenig geeignet ein.

## Sonstiges
Entsprechend einem BGH-Urteil aus dem Jahr 2021 darf der Hersteller Bionorica nicht mehr behaupten, dass Sinupret die Ursachen einer Entzündung („entzündungshemmend“, „antiviral“) bekämpft („Der Wortlaut der Zulassung, die das Anwendungsgebiet [‚bei ... Entzündungen‘] beschreibt, enthält keine Aussage dahingehend, dass das zugelassene Arzneimittel auch ‚gegen‘ Entzündungen der Nasennebenhöhlen wirkt.“). Die Behauptung einer Wirkung, die sich allein aus Tiermodellen (Rattenpfotenödemtest) ableitet, sei zudem irreführend und damit unzulässig.